# Sent Sauve de Montagut
Sant Sauve Mont Agut (en francès Saint-Silvain-Montaigut, en creixent Sansau) és una localitat i comuna de França, a la regió de la Nova Aquitània, departament de la Cruesa.
La seva població al cens de 1999 era de 208 habitants. Està integrada a la Communauté de communes de Guéret-Saint-Vaury.

## Demografia
| 1968 | 1975 | 1982 | 1990 | 1999 |
| ---- | ---- | ---- | ---- | ---- |
| 311  | 257  | 216  | 198  | 208  |

## Administració
| Període   | Identitat           | Partit |
| --------- | ------------------- | ------ |
| 2001-2006 | Albert Vilatte      |        |
| 2006-2008 | Gérard Lavaud       |        |
| 2008-     | Jean Pierre Deville |        |